# Cantone di Revel
Il Cantone di Revel è una divisione amministrativa dell'Arrondissement di Tolosa.
A seguito della riforma approvata con decreto del 13 febbraio 2014, che ha avuto attuazione dopo le elezioni dipartimentali del 2015, è passato da 13 a 59 comuni.

## Composizione
I 13 comuni facenti parte prima della riforma del 2014 erano:
- Bélesta-en-Lauragais
- Falga
- Juzes
- Maurens
- Montégut-Lauragais
- Mourvilles-Hautes
- Nogaret
- Revel
- Roumens
- Saint-Félix-Lauragais
- Saint-Julia
- Vaudreuille
- Vaux

Dal 2015 i comuni appartenenti al cantone sono i seguenti 59:
- Albiac
- Auriac-sur-Vendinelle
- Aurin
- Avignonet-Lauragais
- Beauteville
- Beauville
- Bélesta-en-Lauragais
- Bourg-Saint-Bernard
- Le Cabanial
- Cambiac
- Caragoudes
- Caraman
- Cessales
- Le Faget
- Falga
- Folcarde
- Francarville
- Gardouch
- Juzes
- Lagarde
- Lanta
- Loubens-Lauragais
- Lux
- Mascarville
- Mauremont
- Maurens
- Maureville
- Montclar-Lauragais
- Montégut-Lauragais
- Montesquieu-Lauragais
- Montgaillard-Lauragais
- Mourvilles-Basses
- Mourvilles-Hautes
- Nogaret
- Prunet
- Renneville
- Revel
- Rieumajou
- Roumens
- Saint-Félix-Lauragais
- Saint-Germier
- Saint-Julia
- Saint-Pierre-de-Lages
- Saint-Rome
- Saint-Vincent
- La Salvetat-Lauragais
- Saussens
- Ségreville
- Tarabel
- Toutens
- Trébons-sur-la-Grasse
- Vallègue
- Vallesvilles
- Vaudreuille
- Vaux
- Vendine
- Vieillevigne
- Villefranche-de-Lauragais
- Villenouvelle